# 모건 (프로게이머)
모건(본명: 박루한, 2001년 9월 26일 ~ )은 대한민국의 리그 오브 레전드 프로게이머로 포지션은 탑 라이너이다. 아이디는 Morgan이다. 현재 OK저축은행 브리온 소속이다.

## 선수 생활
2019년 2월 26일, 징동 게이밍의 2팀인 조이 드림에서 프로 커리어를 시작했다. 2019년 8월 8일, 1팀인 징동 게이밍으로 콜업되었다.
2020시즌을 앞두고 팀 WE에 입단했다. 2020 서머 시즌 초반 좋은 모습을 보여주었지만 이후에는 부침을 겪었다.
2021시즌을 앞두고 한화생명 e스포츠에 입단했다. 2021 스프링 시즌에서는 두두 보다 더 많이 출전하면서 주전 경쟁에 우위에 섰다. 2021 스프링 시즌 무난한 모습을 보이면서 팀의 포스트시즌 진출에 기여했다. 하지만 포스트시즌에서는 좋지 못한 모습을 보여주었다. 서머 시즌에서도 주전으로 출전했지만 나올 때마다 좋지 못한 모습을 보여주었다. 리그 오브 레전드 월드 챔피언십 2021 선발전에서 팀의 주전 탑 라이너로 출전했다. 선발전 기간 동안 탑에서 잘 버텨주는 모습을 보이면서 팀의 롤드컵 진출에 기여했다. 리그 오브 레전드 월드 챔피언십 2021의 로스터에 포함되면서 참가했다. 롤드컵 플레이인 스테이지에서는 든든한 모습을 보여주면서 팀의 조별리그 진출에 기여했다. 조별리그에서도 주전 탑 라이너로 활동하면서 팀의 8강 진출에 기여하는 모습을 보여주었다. 2021시즌 종료 후 팀에서 퇴단했다.
2022시즌을 앞두고 프레딧 브리온에 입단했다. 같은 해 소드가 함께 입단하면서 주전 경쟁이 예고되었지만 소드를 제치고 팀의 주전 탑 라이너로 낙점받았다. 스프링 시즌 동안 좋은 모습을 계속해서 보여주며 팀의 포스트시즌 진출에 기여했다. 서머 시즌에서도 팀의 주전 탑 라이너로 활동했다. 2022시즌 종료 후 FA로 나왔다.
2023시즌을 앞두고 프레딧 브리온과 재계약을 체결했다.
2024시즌을 앞두고 FA신분이 되었으나 OK저축은행 브리온과 재계약을 체결하였다.

## 기타
본명은 박기태였으나 2022시즌을 앞두고 박루한으로 개명을 했다.

## 소속팀
| # | 팀명             | 소속 기간             | 소속 리그 | 비고 |
| - | ---------------- | --------------------- | --------- | ---- |
| 1 | 징동 게이밍      | 2019.02.26~2019.12.16 | LPL       |      |
| 2 | 팀 WE            | 2019.12.16~2020.09.14 | LPL       |      |
| 3 | 한화생명 e스포츠 | 2020.11.23~2021.11.22 | LCK       |      |
| 4 | 프레딧 브리온    | 2021.12.01~2023.11.21 | LCK       |      |

## 수상 내역
- IeSF 10th Esports World Championship 우승 (대한민국)
- 내셔널 e스포츠 토너먼트 2019 8강
- 리그 오브 레전드 시즌 킥오프 2023 우승